# Ломонос асплениелистный
Ломонос асплениелистный (лат. Clematis aspleniifolia) — вид цветковых растений рода Ломонос (Clematis) семейства Лютиковые (Ranunculaceae).

## Этимология
Русское название рода «ломонос» произошло от способности волосков плодов-семянок ломоноса восточного (Clematis orientalis) попадать в нос человека и вызывать неприятные ощущения. По другим источникам название рода связвно с неприятным запахом некоторых видов. 
Латинское научное название рода Clématis происходит от др.-греч. κληματίς, clēmatís — «вьющееся растение», что в свою очередь образовано от  др.-греч. κλήμα, klḗma — «веточка, росток, усик». В садоводстве (и в русском языке) закрепилась неверная форма ударения в научном названии рода — клема́тис.

## Ботаническое описание
Полукустарник с прямым, часто беловатым стеблем.
Листья толстоватые, несколько кожистые; нижние и средние листья крупные, длиной 5—12 см, цельные, в очертании широколанцетные, продолговато-ланцетные, ланцетные или линейно-ланцетные, цельнокрайные или неправильно пильчато-зубчатые, при основании клиновидные и иногда глубоко надрезанные; верхние —, иногда и средние, перисто-надрезанные с более менее сильно разветвлёнными, крупными или мелкими дольками, продолговато обратнояйцевидно-ланцетной формы, по краям цельными или наверху надрезанно-зубчатыми.
Цветки в узко-метельчатом соцветии, мелкие. Чашелистики продолговатые, беловатые, на нижней стороне или только по краю густо коротко опушённые. Тычиночные нити линейные, голые.
Плодики мелкие, опушённые. Столбик длиной 1,5—2 см, перистоопушённый.

## Распространение и экология
В природе ареал вида охватывает Центральную Азию.
Произрастает по берегам рек, среди прибрежных лесов, в кустарниках, вдоль оврагов, по склонам и в котловинах среди песков полупустынной и пустынной областей.

## Таксономия
Вид Ломонос асплениелистный входит в род Ломонос (Clematis) трибы Anemoneae подсемейства Лютиковые (Ranunculoideae) семейства Лютиковые (Ranunculaceae) порядка Лютикоцветные (Ranunculales).
|  |                       |  |                                          |                                          |                        |  | ещё 4 подсемейства (согласно Системе APG II) | ещё 4 подсемейства (согласно Системе APG II) |                                      |  |  |  | ещё 6 родов       | ещё 6 родов                 |  |  |
|  |                       |  |                                          |                                          |                        |  | ещё 4 подсемейства (согласно Системе APG II) | ещё 4 подсемейства (согласно Системе APG II) |                                      |  |  |  | ещё 6 родов       | ещё 6 родов                 |  |  |
|  |                       |  |                                          | семейство Лютиковые                      |                        |  |                                              |                                              | триба Anemoneae                      |  |  |  |                   | вид Ломонос асплениелистный |  |  |
|  |                       |  |                                          | семейство Лютиковые                      |                        |  |                                              |                                              | триба Anemoneae                      |  |  |  |                   | вид Ломонос асплениелистный |  |  |
|  | порядок Лютикоцветные |  |                                          |                                          | подсемейство Лютиковые |  |                                              |                                              | род Ломонос                          |  |  |  |                   |                             |  |  |
|  | порядок Лютикоцветные |  |                                          |                                          |                        |  |                                              |                                              |                                      |  |  |  |                   |                             |  |  |
|  |                       |  | ещё 9 семейств (согласно Системе APG II) | ещё 9 семейств (согласно Системе APG II) |                        |  |                                              | ещё 8 триб (согласно Системе APG II)         | ещё 8 триб (согласно Системе APG II) |  |  |  | ещё 230—250 видов |                             |  |  |
|  |                       |  |                                          | ещё 9 семейств (согласно Системе APG II) |                        |  |                                              |                                              | ещё 8 триб (согласно Системе APG II) |  |  |  |                   |                             |  |  |